# Danielsson & Pekkanini
Danielsson & Pekkanini är en rock/pop-duo från Göteborg, bestående av Gunnar Danielsson och Pekka Lunde. De debuterade 1982 med Ishockey & fotboll (singel vinyl).
Båda har ett förflutet i rockgruppen Ensamma Hjärtan, som de startade i mitten av 1970-talet. Ensamma hjärtan turnerade i Sverige, Norge och Danmark samt gjorde ett antal skivproduktioner.
Duon existerar fortfarande om än mer sparsmakat. Gunnar Danielsson spelar även solo. Pekkanini skriver mycket musik för teaterscenen förutom att spela på och skriva för favoritinstrumentet theremin.

## Produktioner
- Louis-Marie (LP vinyl)
- Som sommaren (singel vinyl)
- Silver (nätprojekt)